# Fenyő-lemezestapló
A fenyő-lemezestapló (Gloeophyllum abietinum) a Gloeophyllaceae családba tartozó, Eurázsiában és Észak-Amerikában elterjedt, elhalt fenyőtörzseken élő, nem ehető gombafaj. 

## Megjelenése
A fenyő-lemezestapló termőteste 3-6 cm széles, maximum 5 cm-re nyúlik előre, alakja legyező- vagy félkörszerű, de sokszor szalagszerűen megnyúlt, néha felfelé néző termőréteggel; ritkábban kis tönkszerű részen "kalapos". Széle éles, lebenyes. Színe fiatalon vörösbarna, végül dohánybarna vagy sötétbarna, körkörösen kissé sávos, a növekedésben levő széle kissé világosabb. Felülete fiatalon matt, finoman nemezes, majd lecsupaszodó.
Termőrétege lemezes, a lemezek vastagok, elég távol állók (7-15/cm), kereszteresen összekötöttek, élük gyakran fogazott. Színe okkertől szürkésbarnáig, a kalap széle felé egyre sárgásabb; idővel a spóraportól fehéressé válnak.
Húsa vékony, fás, színe dohánybarna. Íze és szaga nem jellegzetes.
Spórapora fehér. Spórája elliptikus vagy kolbászforma, sima, mérete 8-13 x 3-4,5 μm.

### Hasonló fajok
A cifra lemezestaplótól ritkább lemezeiben különbözik.   

## Elterjedése és termőhelye
Eurázsiában és Észak-Amerikában honos. Magyarországon nem gyakori.
Különböző fenyőfajok (főleg luc) elhalt törzsén él, azok anyagában barnakorhadást okoz.  

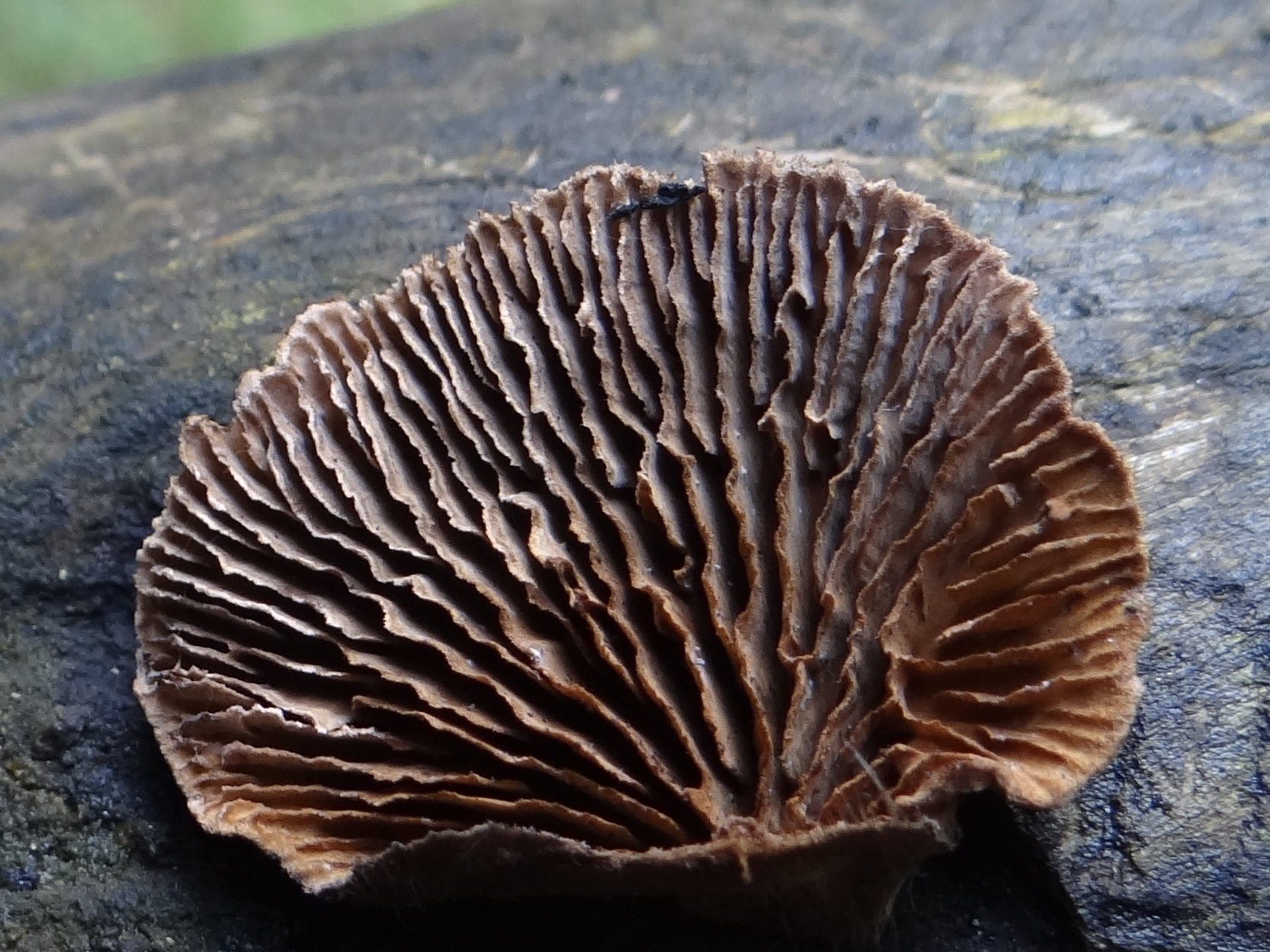
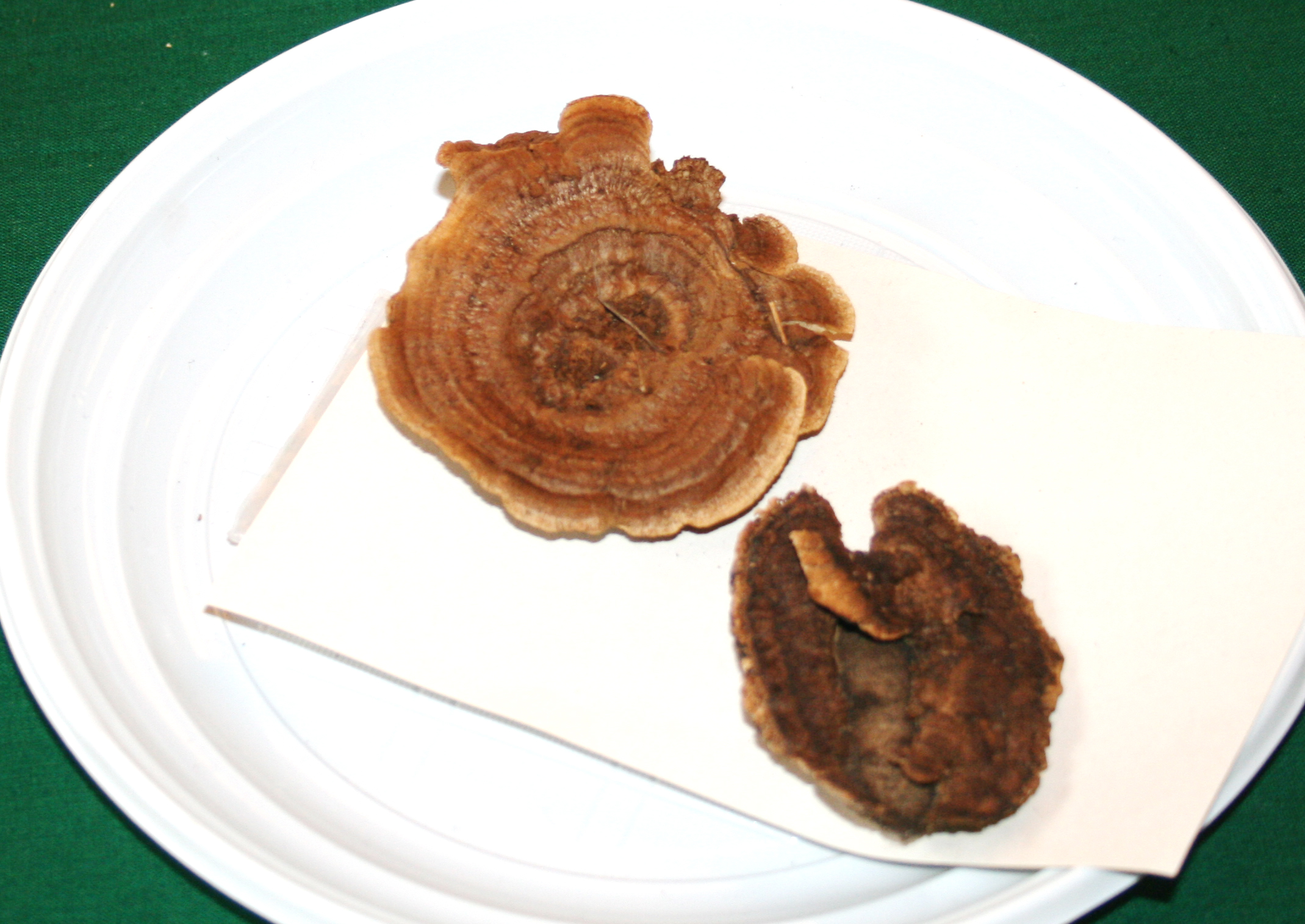

Nem ehető.